# Isle Martin
Die Isle Martin ist die südlichste Insel der Summer Isles (Innere Hebriden) an der Nordwestküste Schottlands.

## Etymologie
Die Isle Martin lautet im Schottisch-Gälischen Eilean Mhàrtainn. Das männliche Substantiv eilean bedeutet „Insel“. Mit dem Eigennamen Mhàrtainn ist der Heilige Martin gemeint. Isle Martin kann somit im Deutschen als „Martinsinsel“ wiedergegeben werden.

## Geographie
Die Isle Martin liegt am nördlichen Ausgang des Loch Brooms, etwa 6,5 Kilometer nordwestlich von Ullapool (Luftlinie). Bis zum Festland bei Ardmair im Ostsüdosten sind es nur 700 Meter. Das Festland im Süden bei Rhue (mit Leuchtturm) ist nur 750 Meter entfernt. Zur Nordküste der Bucht Camas Mòr südlich vom Bergstock des Ben More Coigachs ist es nicht weiter als 900 Meter. Die Ostküste der Insel grenzt an den Seeloch Loch Kanaird. Die Westküste ragt bereits mehr  ins offenere Meer hinaus.
Die 1,57 Quadratkilometer große Insel besitzt in etwa die Gestalt eines umgekehrten Dreiecks. Die Ost-West verlaufende, 1,8 Kilometer lange Nordseite bildet eine Steilküste. Die Südwestseite ist ebenfalls 1,8 Kilometer lang, die Südostseite jedoch nur 1,5 Kilometer. Der Felsensporn der Südspitze wird durch die Bucht Camas a’ Bhuailidh auf der Westseite und der Landungsbucht auf der Ostseite vom Nordteil der Insel etwas abgeschnürt. Die Südspitze endet auf ihrer Ostseite in einem markanten Landvorsprung – Rubha Beag. Der Nordostvorsprung heißt Rubha Giuthais, die recht felsige Nordwestspitze Clach An Nuill Dhuirch.
Der topographisch höchste Punkt der Insel erreicht eine Höhe von 120 Meter (angegeben werden auch 121 oder 123 Meter) und befindet sich nahe der Nordwestecke. Der Gipfelpunkt liegt auf einem Plateau, das auch einen kleinen namenlosen See enthält. Die Südostseite und die Südseite der Insel sind relativ flach und liegen unter 50 Meter. Die schildartige Insel ist somit etwas asymmetrisch, mit den höheren Lagen im Nordwesten.
Die Anlegestelle der Fähre bedient sich der bereits erwähnten kleinen Bucht an der Südostseite unweit der Südspitze.

## Geologie

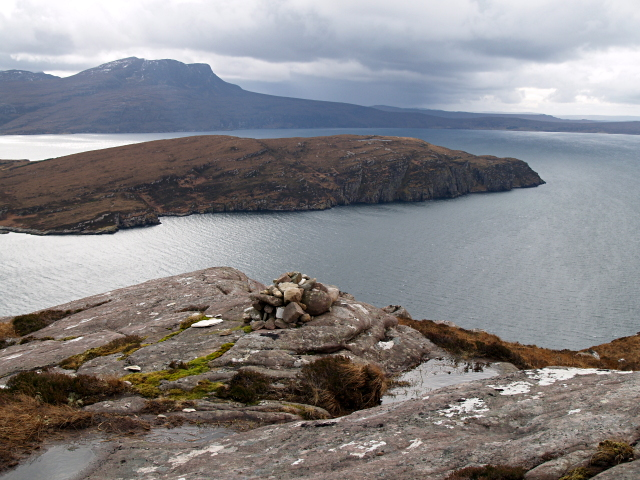
Blick vom Beinn Dearg (273 Meter) nach Südwesten über die Nordseite der Isle Martin hinweg zum Beinn Ghoblach (635 Meter)

Geologisch baut sich Isle Martin vollkommen aus der neoproterozoischen Applecross-Formation (Tonium) auf. Die Applecross-Formation gehört zur Torridonian Supergroup, genauer zur Torridon Group. Sie ist ein Bestandteil des Hebriden-Terrans, in diesem Fall Teil des Gruinard-Terrans. Die Formation besteht vorwiegend aus rötlichen, grobkörnigen bis sehr grobkörnigen, geröllhaltigen Sandsteinen. Die Sandsteine zeigen Trog-Schrägschichtung und Verdrehungen des unverfestigten Sediments.
Die Schichten streichen generell Nordost und fallen mit 10° leicht nach Südosten ein, ihr Einfallen dreht aber auf der Südspitze in die Südrichtung und versteilt sich geringfügig auf 12°. Das die Insel bildende Schichtpaket wird von Nordnordost-streichenden, steilstehenden Kluftscharen durchzogen, besonders gut erkennbar auf der Nordseite.
Die Südspitze wird vom Hauptteil der Insel durch einen Kordon quartärer Sedimente abgetrennt, welche einen ehemaligen, jetzt angehobenen  Strand repräsentieren. Eine kleine Tasche des Quartärs findet sich auch auf der Südwestseite. 
Während der letzten Kaltzeit – dem Devensian – wurde die Insel von den Eismassen des British Irish Ice Sheets überfahren. Gletscherschrammen entlang der Ostseite geben die Bewegungsrichtung des Eisstroms zu erkennen – nach Nordwesten im Norden, nach Westen im Zentrum und nach Südwesten im Süden. Die Insel hatte somit als großer Rundhöcker die Strömungsrichtung des Eises abgelenkt. Vergleichbare Verhältnisse finden sich auch auf dem Festland im Osten. Ab 15.000 Jahre vor heute hatte der Eisstrom mit seinem Rückzug aus dem Minch begonnen und die Insel war dann ab 13.700 Jahre vor heute wieder eisfrei. Der darauf folgende Loch Lomond Readvance (12.900 bis 11.700 Jahre vor heute) blieb jedoch auf den inneren Loch Broom beschränkt.

## Ozeanographie
Der Übergang zum Festland auf der Ostseite der Insel (im Loch Kanaird) ist sehr flach. Wesentlich tiefere Verhältnisse mit bis zu 90 Meter Wassertiefe finden sich im Norden und Nordwesten (im Coigach Basin) und im Südwesten (bis etwa 80 Meter im North Annat Basin). Sehr interessant ist die Martin Bank – ein von den BIIS-Eismassen stromlinienförmig herausskulpurierter Rücken, der von der Nordwestseite der Isle Martin in nordwestlicher Richtung bis südlich von Tanera Mòr reicht. Er ist nicht tiefer als 50 Meter (hinter Isle Martin um 30 Meter) und wird von einer ganzen Serie von querliegenden Rückzugsmoränen überprägt.

## Ökologie

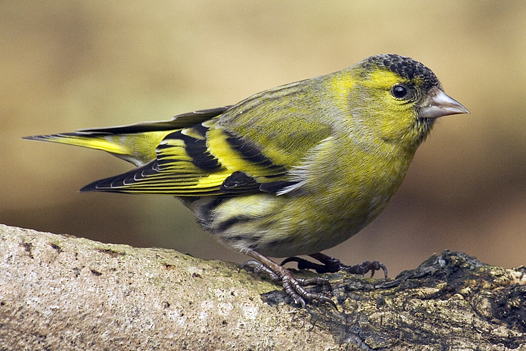
Männlicher Erlenzeisig

In den 1980er Jahren waren nur noch traurige Baumbestände auf der Insel vorhanden – vereinzelte Baumgruppen, Einzelbäume und Sträucher. Dies hat sich aber mittlerweile dank eines ehrgeizigen Regenerationsprogramms geändert – initiiert in den 1980er Jahren durch den auf der Insel wohnenden Bernard Planterose vom RSPB. Und so finden sich jetzt entlang der Ostseite der Insel wieder kleinere Laubwälder, insbesondere um den historischen Siedlungskern verteilt. Diese beherbergen Erlen (Alnus), Birken (Betula), Haseln (Corylus), Weißdorne (Crataegus), Eschen (Fraxinus), Stechpalmen (Ilex), Vogelkirsche (Prunus avium), Eichen (Quercus), Hundsrose (Rosa canina), Weiden (Salix), Mehlbeeren (Sorbus) und auch die Waldkiefer (Pinus sylvestris).
Die Populationen an Seevögeln sind seit den 1980er Jahren sehr stark zurückgegangen, dafür haben sich aber in den neuentstandenen Waldungen Taxa wie Birkenzeisig (Acanthis flammea), Baumläufer (Certhiidae), Grauschnäpper (Muscicapa striata), Erlenzeisig (Spinus spinus) und Grasmückenartige (Sylviidae) wie beispielsweise die Mönchsgrasmücke (Sylvia atricapilla) niedergelassen.
Isle Martin ist mittlerweile ein anerkanntes Vogelschutzgebiet und hat dadurch auch wieder mehr Besucher angelockt.

## Geschichtliches

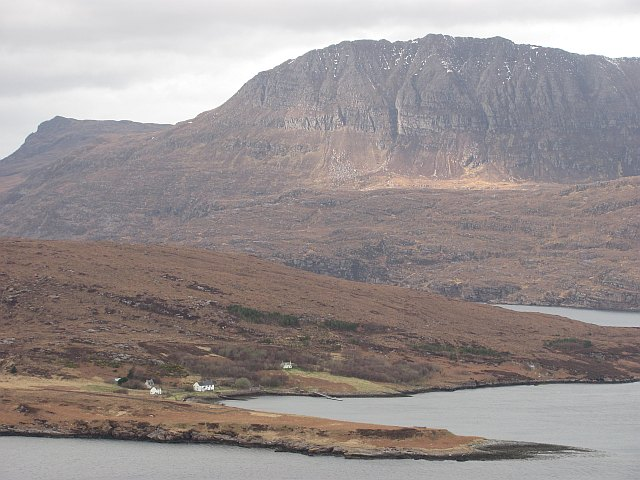
Blick über die Südostseite der Insel mit Häusern, Anlegestelle und kleinen Waldgruppen. Im Hintergrund der Ben More Coigach.

Sehr wahrscheinlich anekdotisch ist, dass auf Veranlassung des Heiligen Martins – dem Namenspatron der Insel – zwischen dem Jahr 300 und 400 n. Chr. ein Kloster auf der Insel gegründet worden sein soll. Es wurde ein Stein gefunden, der ein dreifaches Lateinisches Kreuz darstellt und sehr wahrscheinlich aus der Periode 400 bis 700 n. Chr. stammt. Er kann als zur damaligen keltischen Kirche gehörend angesehen werden. Vorhanden sind ferner eine Kapelle/Versammlungsraum aus der Zeit nach der Reformation sowie die Ruinen mehrerer Häuser und der ehemaligen Schule entlang der alten Hauptstraße. Neuere, noch intakte Häuser mit der Neuen Schule befinden sich in der Nähe der jetzigen Anlegestelle.
Die Insel hat aber aktuell keine Bewohner mehr und befindet sich im Besitz einer Treuhand, dem Isle Martin Trust.
Die Geschichte der Insel wurde von der Landwirtschaft und vom Fischfang geprägt. Noch ehe Ullapool gegründet wurde, war Isle Martin ein Fischereizentrum und besaß eine Pökelei. Wegen schlechter Fangjahre ging jedoch der Fischexport ab 1813 drastisch zurück. Zu diesem Zeitpunkt lebten etwa noch 100 Einwohner auf der Insel. Heute wird im Meer auf der Ostseite der Insel Lachs- und Garnelenzucht betrieben.
Im Jahr 1831 wurde die Insel in verschiedene Crofts aufgeteilt, welche bis in die späten 1960er Jahre Bestand hatten. Die Insel wurde hauptsächlich als Rinder- und Schafweide genutzt. Nur am Südende der Ansiedlung in Richtung Südspitze konnte auch etwas Ackerbau betrieben werden.
Zwischen 1939 und 1948 operierte auf der Insel zwischenzeitlich noch ein Mahlwerk zur Herstellung von Mehl.
In den 1960er Jahren wurde die Insel von Monica Goldsmith aufgekauft. Sie beendete die Crofts und übergab 1980 die Insel an die Royal Society for the Protection of Birds (RSPB) zu Naturschutzzwecken. Im Mai 1999 trat dann die RSPB wegen Managementsschwierigkeiten die Insel schließlich an den Isle Martin Trust ab, welcher von Gemeinden am Loch Broom und in der Coigach-Halbinsel initiiert worden war.
Die Insel wird jetzt im Sommer von einer von Ardmair kommenden kleinen Fähre angefahren. Im Sommer lebt auch ein Aufseher des Trusts im Haus an der Anlegestelle. Mittlerweile wird eines der renovierten Häuser zur Vermietung angeboten.

## Photogalerie

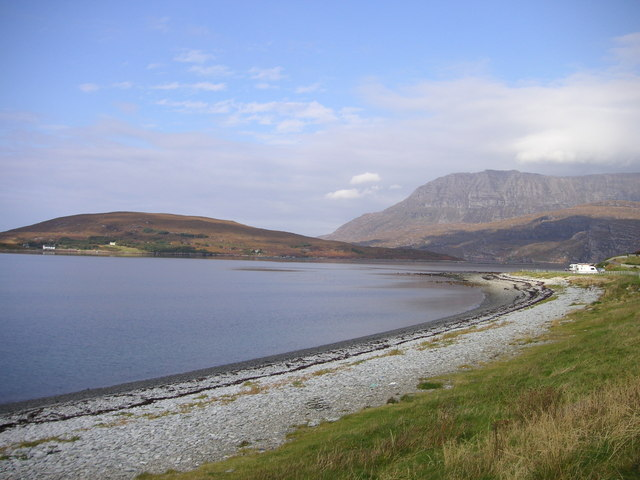
Blick von Ardmair nach Norden über Isle Martin, rechts im Hintergrund der Ben More Coigach
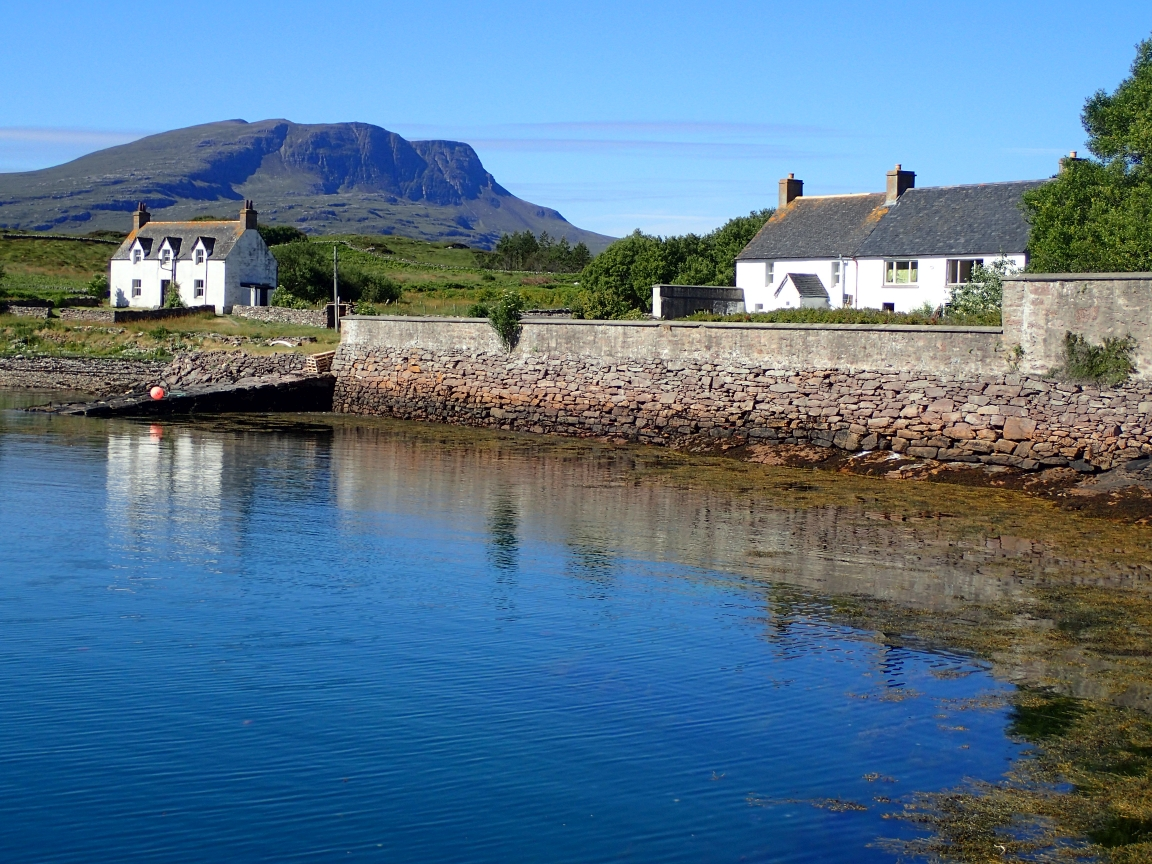
Die Häuser an der alten Anlegestelle, im Hintergrund der Beinn Ghoblach
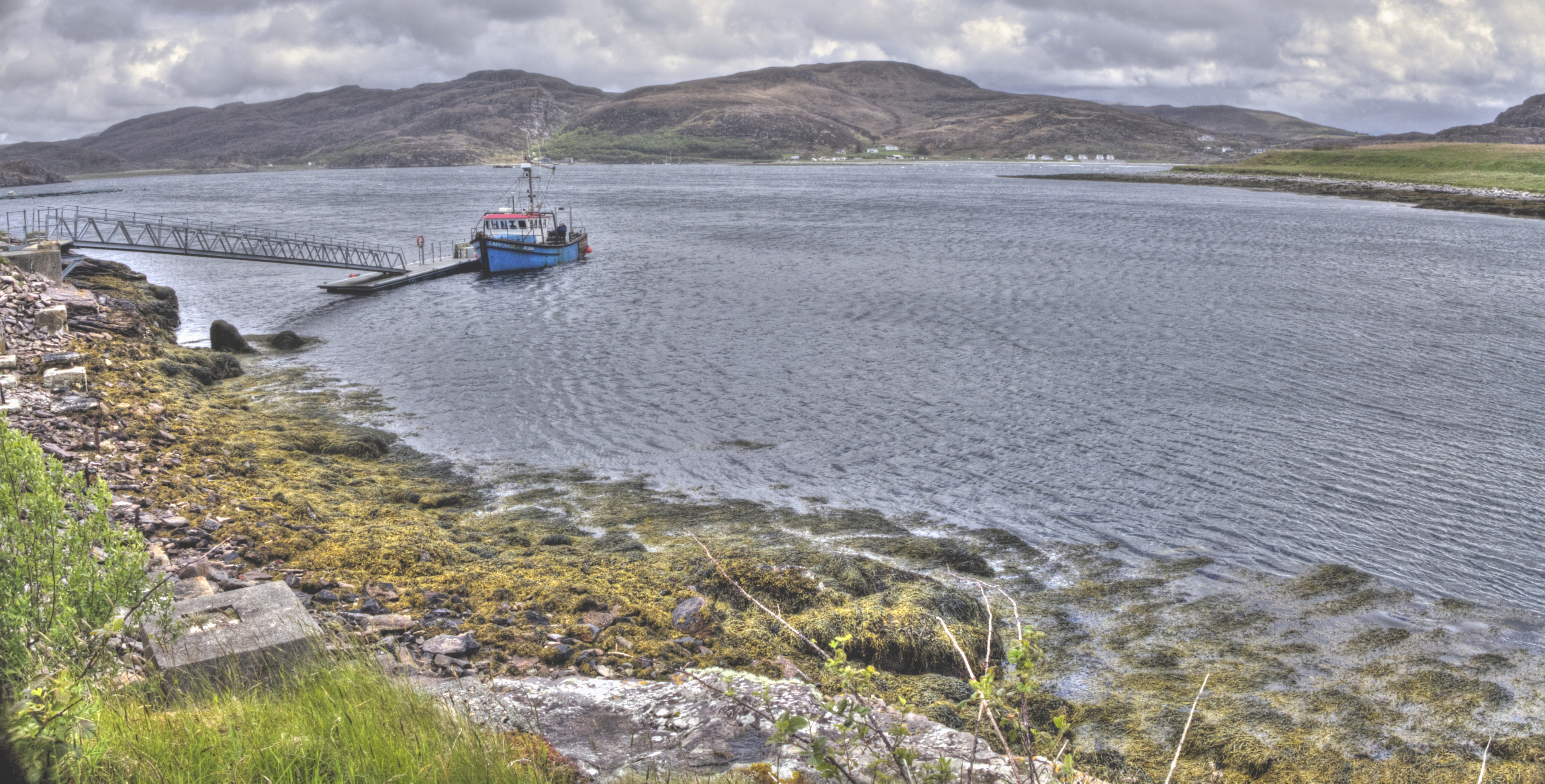
Die Fähre Lady Nicola hat angelegt, der Blick geht zurück nach Osten – nach Ardmair
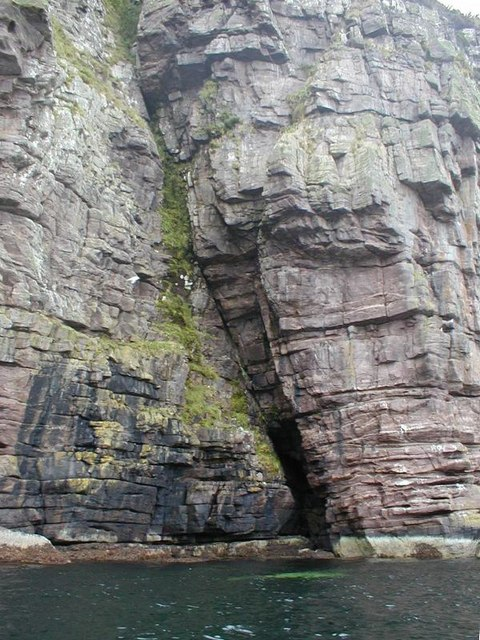
Große Zerrkluft in der Applecross-Formation an der Nordküste
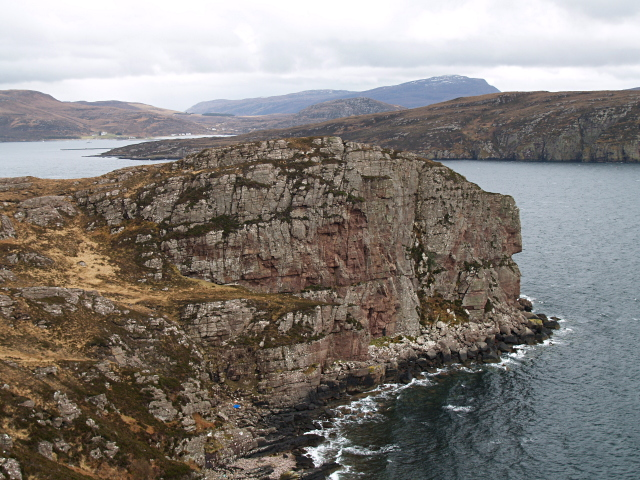
Der Craig an Airgid südlich vom Ben More Coigach, dahinter die Nordseite von Isle Martin
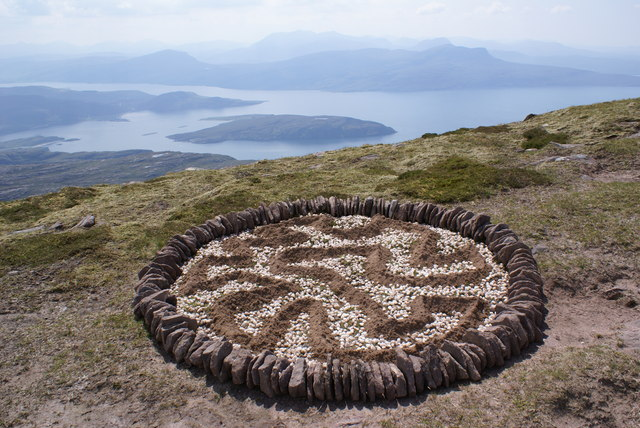
Gipfelblick vom Ben More Coigach hinunter zur Isle Martin und der Mündung des Loch Brooms